# Butleria
Butleria es un género de hongos en la familia Elsinoaceae.